# Jac. P. Thijsse
Jacobus “Ko” Pieter Thijsse (Maastricht, 25 juli 1865 – Overveen, 8 januari 1945) was een Nederlands schrijver, onderwijzer en natuurbeschermer,  die vooral bekend werd door zijn vele bijdragen op het gebied van de natuureducatie, veldbiologie en natuurlijke historie.
Thijsse was literair zeer productief en schreef vaak met zijn vriend Eli Heimans. Thijsses bekendste boeken zijn waarschijnlijk de Verkade-albums en de Geïllusteerde flora (of HH&T), die ook voor leken goed bruikbaar is. Hij was medeoprichter van het tijdschrift De Levende Natuur en zette zich in voor het behoud van het Naardermeer, het eerste beschermde natuurmonument in Nederland. Hij stond aan de wieg van de Vereniging tot Behoud van Natuurmonumenten in Nederland en was actief in veel andere organisaties voor natuurstudie en -bescherming.

## Biografie

### Jeugd en opleiding
Zijn ouders waren Catharina Johanna Priester (geboren te Middelburg, 3 maart 1836) en Jacobus Thijsse (geboren te Delft, 5 oktober 1832), die in 1859 in 's-Hertogenbosch in het huwelijk waren getreden. De vader  was de zoon van matroos Willem Thijsse en beroepsmilitair met de rang van sergeant.
Jacobus Pieter Thijsse werd geboren als hun derde kind op 25 juli 1865 om half twaalf 's avonds, in de commandantswoning van de Sint-Pieterskazerne van het Tweede Regiment Infanterie te Maastricht.  Het gezin verhuisde regelmatig en was op 1 mei 1864 vanuit Middelburg in Maastricht komen wonen.  De oudste broer van Jacobus Pieter - Willem Johannes - werd op 10 juli 1860 in Den Bosch geboren.  De tweede broer - Johannes Jacobus Laurens - werd geboren op 19 september 1862 in Vlissingen. Op 16 april 1868 werd in Maastricht nog een broer geboren, Carel Helenus. Een paar dagen later, op 29 april, verhuisde het gezin naar Grave.

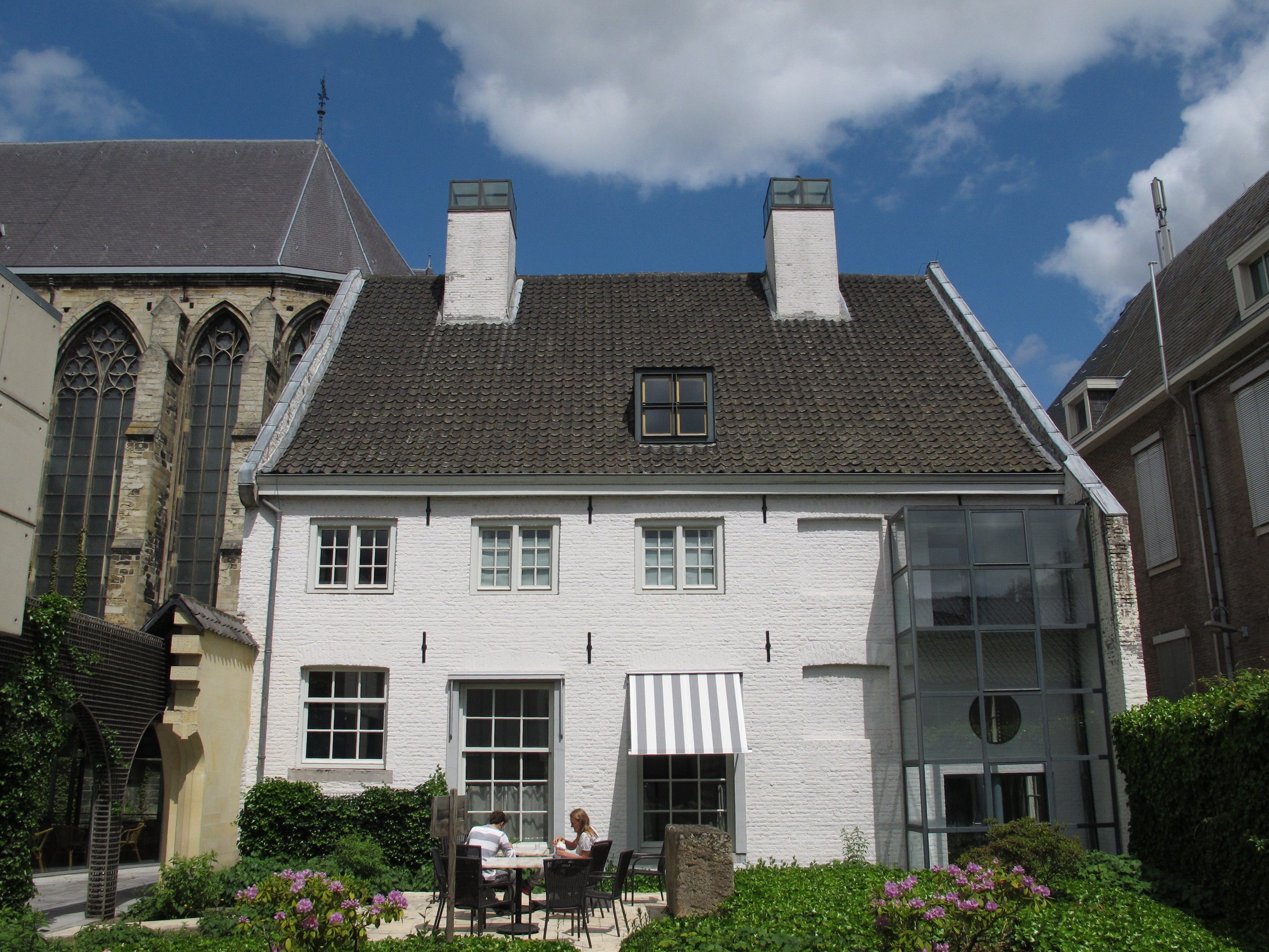
Het geboortehuis van Jac. P. Thijsse in Maastricht

Het geboortehuis in Maastricht van Ko Thijsse stond indertijd bekend als St. Pieterstraat nr. 2651. De huizen in Maastricht waren toen doorlopend genummerd, van 1 tot 3098. Nr. 2650 was het toenmalige “slagthuis” van de gemeente, het laatste huis van de Helstraat (thans Sint Bernardusstraat, die uitkomt op de Helpoort). Nr. 2652 was het arsenaal of tuighuis (de voormalige Minderbroederskerk; nu St. Pieterstraat 5) en nr. 2653 was de kazerne. Panhuysen, rijksarchivaris te Maastricht, concludeerde daarom in 1947 dat met nr. 2651 bedoeld moet zijn de voormalige “commandantswoning”, gelegen tussen de Helpoort en de voormalige Minderbroederskerk; achter het priesterkoor van de kerk.
Van 1868 tot 1870 woonde het gezin Thijsse in een huis bij de fortwal op een vormwerk van de vesting, net buiten het stadje Grave. Ze hadden daar ruimte voor verschillende tuinen: een moestuin, een bloementuin en kindertuintjes. Aan die tuin en de tijd in Grave denkt Thijsse terug als hij in 1940 schrijft over 
den tuin bij ons huis, de oevers van de Maas, de heide bij Escharen en het aardige riviertje de Raam; mijn moeder, die met ons de bloementuintjes verzorgde; mijn vader, die een groot liefhebber was van hengelen en wandelen en ons dikwijls mee nam en ons ook, volgens de goedige gewoonte van dien tijd en van dat land, de vogelnestjes wees met de vergunning, de jongen uit te halen en op te voeden, wat soms zelfs gelukte.— Thijsse 1940
Bij verschillende gelegenheden komt Thijsse terug op deze periode in zijn leven, die van grote invloed is geweest op de ontwikkeling van zijn belangstelling en waardering voor de natuur. In 1870 verhuisde het gezin in verband met de mobilisatie vanwege de Frans-Duitse Oorlog van de vesting naar het stadje Grave. Op 2 maart 1870 werd vader Thijsse bevorderd van sergeant-schrijver tot sergeant-majoor. Drie jaar later verliet hij de dienst en verhuisde het gezin naar Woerden, waar vader Thijsse een burgerfunctie in de militaire sfeer aanvaardde.
In Woerden ging Ko voor het eerst naar school. Omdat hij thuis al had leren lezen en schrijven kwam hij meteen in de derde klas. Hij ging ook op catechisatie. Om zijn lange wandelingen in de omgeving van Woerden te kunnen maken spijbelde hij nogal eens. Het was - in de (latere) woorden van Thijsse zelf - 'een heerlijk leventje', dat hij in die jaren leidde, en dat tot een einde kwam toen in 1877 de vesting Woerden werd opgeheven en vader Thijsse solliciteerde naar een baan in Amsterdam.
Vader Thijsse ging in Amsterdam aan de slag als notarisklerk. Voor Ko was een carrière als onderwijzer uitgestippeld. Vermoedelijk was Ko tussen zijn twaalfde en veertiende jaar kwekeling. Het was in die tijd gebruikelijk dat kweekschoolaspiranten - die pas op hun veertiende jaar tot de kweekschool werden toegelaten - na het verlaten van de lagere school twee jaar in de leer gingen bij een schoolhoofd. Thijsse bezocht van 1879 tot 1883 de gemeentelijke kweekschool, waar hij onder meer les kreeg van Coenraad Kerbert in het vak Natuurlijke historie. Kerbert organiseerde buitenschoolse activiteiten, die voor Ko een nieuwe stimulans vormden om zich verder in de natuur te verdiepen. De reeds aanwezige liefde voor de natuur ontwikkelde zich in deze tijd tot een levenslang enthousiasme voor de natuurstudie. Met Kerbert ontstond een vriendschapsrelatie, die ook in Thijsses latere leven bleef bestaan.
Dat we hier te maken hadden met een zeer fanatieke natuurliefhebber, blijkt uit Thijsses artikel Gras in De Levende Natuur in 1898. Daarin memoreert hij de plantkundige vondsten die hij op zeventienjarige leeftijd in de directe omgeving van Amsterdam deed. Hij verzamelde in twee jaar tijd in totaal 433 gedetermineerde planten in zijn herbarium en sloot een weddenschap met een vriend dat hij binnen een jaar de zeshonderd soorten zou halen. Die verloor Thijsse, omdat hij weliswaar 613 plantensoorten had verzameld, maar 39 soorten grassen niet had gedetermineerd.

### Onderwijzer
Na de kweekschool kreeg Thijsse in 1883 zijn eerste aanstelling op een Amsterdamse school als derde onderwijzer. Vervolgens behaalde hij de hoofdakte en verschillende taalakten en werd hij bevorderd tot tweede onderwijzer. Eind 1888 kreeg hij een aanstelling aan de leerschool van de Kweekschool voor Onderwijzers en Onderwijzeressen in Amsterdam.
Eind december 1889 werd Thijsse benoemd tot hoofd van de Franse school in Den Burg op Texel. Hoewel het eiland erg afgelegen lag, zeker voor die tijd, koos hij er toch voor uit een aantal andere aanbiedingen, omdat hij in het proefschrift van Franciscus Holkema over de flora der Noordzee-eilanden had gezien dat er veel bijzonders was te vinden. Toen hij er was benoemd kreeg hij Holkema's boek ten geschenke van Coenraad Kerbert, zijn leraar natuurlijke historie.
Tijdens zijn verblijf op Texel op 30 juli 1891 trouwde Thijsse met de onderwijzeres Helena Christina Petronella Bosch (Amsterdam 10 maart 1867 - 5 mei 1938). Zij hadden elkaar op de kweekschool leren kennen. Ze kregen in Amsterdam twee zoons, Johannes Theodoor Thijsse geboren op 11 april 1893 en Jacobus Pieter Thijsse geboren op 7 april 1896.
Omdat zijn vrouw heimwee had en niet op Texel wilde wonen, vertrokken zij in 1892 weer van het eiland. Hij ging terug naar Amsterdam en werd daar hoofd van de Openbare School aan de Passeerdersgracht. Thijsse schreef later over Texel: "Al heb ik er maar twee en een half jaar gewoond, Texelaar zal ik blijven tot het eind."
In 1893 ontmoette hij Eli Heimans, eveneens schoolhoofd in Amsterdam, met wie hij in de jaren die volgden veel samenwerkte. Ze publiceerden vele artikelen en boeken en richtten verscheidene natuurbladen en -organisaties op, waaronder De Levende Natuur en de Vereniging tot Behoud van Natuurmonumenten in Nederland.
In 1900 kreeg Thijsse pleuritis en moest met één long verder leven. Eind 1901 werd hij benoemd tot leraar 'kennis der natuur' aan de Amsterdamse kweekschool waar hij zelf les had gehad, als opvolger van Hendrik Heukels.

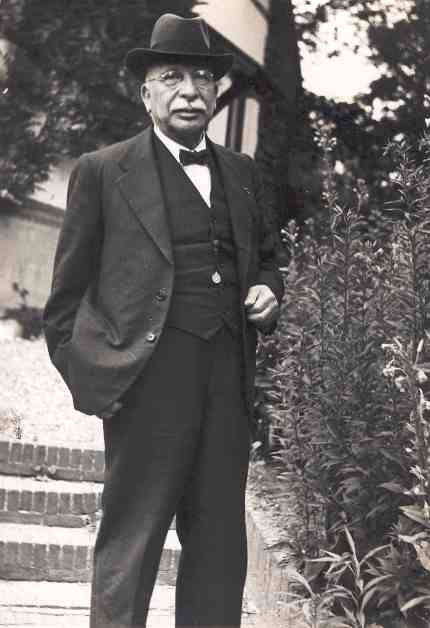
Jac. P. Thijsse

In 1902 verhuisde het gezin om gezondheidsredenen naar Bloemendaal. Hier maakte hij kennis met de fotograaf Adolphe Burdet, wat leidde tot een jarenlange vriendschap en samenwerking. Thijsse bleef een aantal jaren als forens naar Amsterdam reizen om daar les te geven. In 1921 werd hij leraar natuurlijke historie aan het Kennemer Lyceum in Bloemendaal. Een jaar later kreeg hij ook een benoeming aan de Middelbare Meisjesschool 't Kopje, als leraar plant- en dierkunde. In 1930 ging hij met pensioen, waarna hij met zijn echtgenote een reis van een half jaar naar Java maakte, waar hun jongste zoon woonde. In 1938 werd hij weduwnaar.
Tijdens de oorlog werd Thijsses gezondheid slechter. Op 19 september 1944 moest hij op last van de bezetter evacueren naar Overveen. Hier stierf hij kort na de jaarwisseling in 1945 op 79-jarige leeftijd. Thijsse ligt begraven op de Algemene Begraafplaats aan de Bergweg in Bloemendaal.

## Natuureducatie
De betekenis van Thijsse voor natuurstudie en natuureducatie was groot, net als van zijn kompaan Heimans. Beiden hadden dezelfde passie voor natuur. Thijsse zei daarover: "Heimans was ook een onvermoeide looper, kortom wij pasten precies bij elkaar en hebben twintig jaar lang zóó samengewerkt, dat dikwijls genoeg de menschen niet wisten, wie Heimans en wie Thijsse was." Samen gaven ze vorm aan wat pas later natuureducatie ging heten. Voor de schooljeugd schreven ze de reeks Van vlinders, bloemen en vogels. Het eerste deeltje hiervan verscheen in 1894. In de jaren daarna tot 1901 volgden vijf andere deeltjes. Het vernieuwende van hun aanpak was dat ze de lezers aanmoedigden om zelf te kijken naar de natuur en op zoek te gaan naar eigen waarnemingen. Ook in wetenschappelijk opzicht was hun aanpak vernieuwend, omdat zij planten en dieren niet alleen afzonderlijk beschreven maar ook in samenhang, als onderdeel van levensgemeenschappen, in navolging van de eerste ecologische geschriften en de popularisering daarvan door onder meer Friedrich Junge.
In 1896 richtte Thijsse samen met Heimans en Jasper Jaspers jr. het tijdschrift De Levende Natuur op, een "tijdschrift voor de natuursport" waarin ze allerlei natuurverschijnselen en waarnemingen beschreven voor relatieve leken. De in 1899 verschenen Heimans, Heinsius en Thijsse's geïllustreerde flora van Nederland toonde in tegenstelling tot de andere flora's door de auteurs zelf getekende plaatjes en gebruikte eenvoudige termen, zodat ook beginners ermee aan de slag konden.
Rond 1900 was Thijsse, vaak met Heimans, betrokken bij de oprichting van verschillende organisaties, met name de Nederlandsche Natuurhistorische Vereeniging, de Nederlandse Ornithologische Vereniging en de Vereniging tot Behoud van Natuurmonumenten in Nederland. Thijsse maakte zich binnen deze organisaties sterk voor zowel natuurstudie en natuureducatie als  natuur- en vogelbescherming.

## Publicaties
Jac. P. Thijsse publiceerde een groot aantal boeken en tijdschriftartikelen. Hij deed dat aanvankelijk veelal samen met E. Heimans, bijvoorbeeld in de serie Van vlinders, bloemen en vogels (1894 - 1901). Daarin verschenen bekende titels als In sloot en plas en Door het rietland. Met Heimans en Heinsius schreef hij de geïllustreerde flora van Nederland.
Na 1903 verschenen 38 boeken die door Thijsse alleen zijn geschreven, waaronder Het Vogeljaar, een reeks albums voor koekfabrikant Verkade, de Verkade-albums, en het boek Omgang met planten.  Tussen 1916 en 1928 verschenen in de serie “Nederlandsche landschappen” zestien publicaties van de hand van Thijsse en R. Schuiling. Sommige publicaties verschenen postuum, zoals het eerste overzichtswerk over de Nederlandse natuurbescherming: "Natuurbescherming en landschapsverzorging in Nederland" en enkele Verkade-albums. In totaal schreef hij in de periode tussen 1890 en 1945 circa 45 boeken en circa 2000 artikelen.

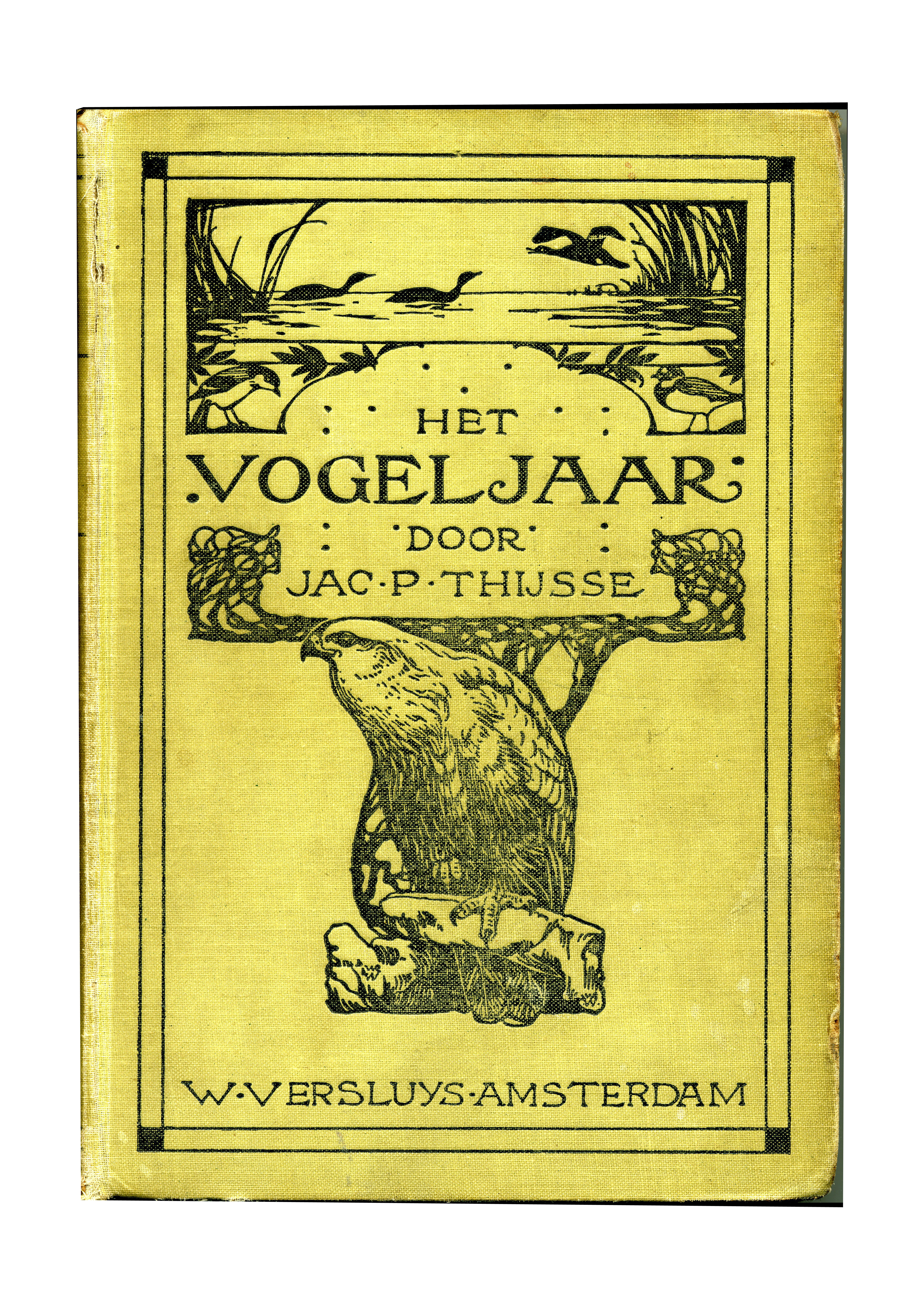
Het Vogeljaar uit 1913

### Vogelboeken
In 1903 verscheen de eerste druk van Het Vogeljaar. Het zou een van de bekendste Nederlandse vogelboeken worden. Het beleefde zeven drukken. Andere populaire boeken over vogels van de hand van Thijsse waren:
- Het intieme leven der vogels (eerste druk 1906)
- Het vogelboekje (eerste druk 1912)
- Nederlandsche vogels (1935)

Lange tijd waren dit de enige Nederlandstalige boeken die vogelliefhebbers ter beschikking stonden. Nog steeds zijn ze het lezen waard. In 1965 verscheen postuum het laatste album van Thijsse in de reeks Verkade-albums: Vogelzang.
Thijsses vogelboeken hadden in de eerste helft van de twintigste eeuw niet alleen betekenis voor het grote publiek, maar ook voor ornithologen. Die populariteit wordt weerspiegeld in het grote aantal herdrukken van deze boeken.

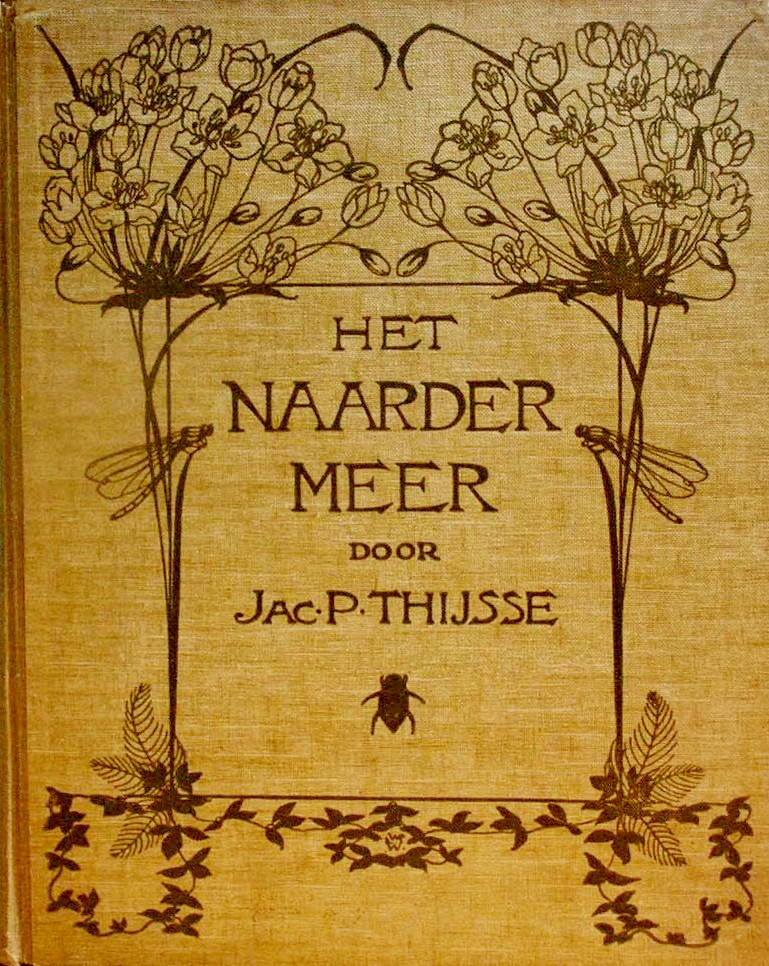
Het Naardermeer, een van de Verkadealbums

### Verkade-albums
In 1904 werd Thijsse gevraagd om de tekst te verzorgen voor albums van Verkade. Bij de koekjes van Verkade zaten plaatjes die men in de albums kon plakken, ter illustratie van de tekst van Thijsse. Thijsse schijnt te hebben uitgeroepen: "Ze hebben me voor de reclame gevraagd!". Hij deed het uiteindelijk toch en de albums werden een groot succes. Een aantal haalde een oplage van meer dan 100 000. Bovendien bereikten ze mensen uit een groot deel van de samenleving, hoewel de Verkadekoekjes voor het arme deel van de bevolking veelal te duur waren. De serie albums begon met de delen Lente, Zomer, Herfst en Winter. Later verschenen albums over biotopen en natuurgebieden, zoals Het Naardermeer.

## Natuurbescherming
Thijsse was behalve pionier op het gebied van natuureducatie en (amateur)natuurstudie, een van de grondleggers van natuurbescherming in Nederland. Zo was hij  bestuurslid van de NNV, een van de eerste organisaties die natuurbescherming als doelstelling hadden opgenomen. Ook was hij als lid van de binnen de schoot van de NNV geboren initiatiefgroep, mede-wegbereider van de de Vereeniging tot behoud van Natuurmonumenten in Nederland. Deze in 1905 opgerichte vereniging ontstond nadat de gemeente Amsterdam plannen had om een vuilstort te beginnen in het Naardermeer. Heimans en Thijsse organiseerden breed verzet tegen de plannen via hun columns in dag- en weekbladen. De vuilstort ging niet door, onder meer vanwege de hoge kosten die ermee gemoeid waren. Om het gebied te beschermen wilden natuurbeschermers het aankopen. Er werd een bijeenkomst georganiseerd in Artis, die leidde tot de oprichting van "Natuurmonumenten" op 22 april 1905. Het Naardermeer werd door deze nieuwe vereniging inderdaad aangekocht, met behulp van obligaties. Het was het eerste Nederlandse natuurreservaat. Thijsse werd secretaris van "Natuurmonumenten" en bleef dit tot zijn dood. Ook binnen de NOV zette Thijsse zich in voor natuurbescherming, hetgeen zelfs tot een scheuring leidde, waarbij degenen die  vogelbescherming minder belangrijk vonden onder wie René Charles Snouckaert van Schauburg de vereniging verlieten en een eigen organisatie oprichtten.
In 1932 werd Thijsse lid van de Contact-Commissie voor Natuur- en Landschapsbescherming. Deze commissie was opgericht om het verzet tegen aantasting van natuur en landschap samen te brengen. De commissie beoogde verwante organisaties te bundelen zoals de biologisch-wetenschappelijke verenigingen, de ANWB en Natuurmonumenten. De commissie wilde door overleg en deskundige inbreng waar mogelijk natuur en landschap beschermen. Een van de manieren om duidelijk te maken om welke hoeveelheden natuur het ging en om welke kwaliteit was het maken van overzichten van bijzondere natuur. Thijsse speelde een vooraanstaande rol bij het maken van dergelijke inventarisaties. Hij was samen met Gerrit A. Brouwer, Wim G. van der Kloet, Hendrik Cleyndert en Theodorus Weevers, auteur van de lijst Het voornaamste natuurschoon van Nederland, die lange tijd de basis vormde voor het nationale natuurbeschermingsbeleid. Tijdens zijn laatste levensjaren correspondeerde Thijsse vanaf 1942 met de nog jonge Hans Warren, die later een bekend dichter en schrijver zou worden. Warren schreef in 1947 een ‘in memoriam’ dat uitgegeven werd in boekvorm. Ook in de romancyclus Geheim Dagboek van Warren en de in 2024 verschenen biografie over deze schrijver wordt Jac. P. Thijsse genoemd.

## Betekenis en erkenning
Thijsse kreeg op verschillende manieren waardering voor zijn bijdragen; ook in de eenentwintigste eeuw nog eert men zijn werk in het kader van natuurstudie en -bescherming.
Hij kreeg erkenning als auteur toen hij in 1906 werd gekozen tot lid van de Maatschappij der Nederlandse Letterkunde in Leiden. In 1914 werd hij erelid van de Britse Royal Society for the Protection of Birds. Daarnaast kreeg hij erelidmaatschappen van onder andere de Nederlandsche Natuurhistorische Vereeniging (1926) en de Vereniging tot behoud van Natuurmonumenten in Nederland (1931).
Op 16 oktober 1922 kreeg Thijsse een eredoctoraat in de wis- en natuurkunde van de gemeentelijke Universiteit van Amsterdam, waarbij Theodoor Jan Stomps als promotor optrad. Als 'dissertatie' gold het boek Omgang met planten dat door velen nog steeds als zijn mooiste boek wordt beschouwd. Door dit eredoctoraat kon hij gaan lesgeven aan het Kennemer Lyceum in Overveen en aan de Middelbare Meisjesschool in Bloemendaal. Eerder was hem een eredoctoraat geweigerd omdat zijn werk  als onvoldoende wetenschappelijk werd beschouwd. Om dezelfde reden werd aanvankelijk zijn lidmaatschap van de Natuurwetenschappelijke Commissie, waarvan prominente leden van biologische en geologische beroepsverenigingen lid waren,  door de voorzitter van deze commissie, Theodorus Weevers, niet geaccepteerd.
Thijsse ontving in 1925 de koninklijke onderscheiding als Officier in de Orde van Oranje-Nassau. In 1935 volgde een onderscheiding als Ridder in de Orde van de Nederlandse Leeuw.

### Thijsse's hof

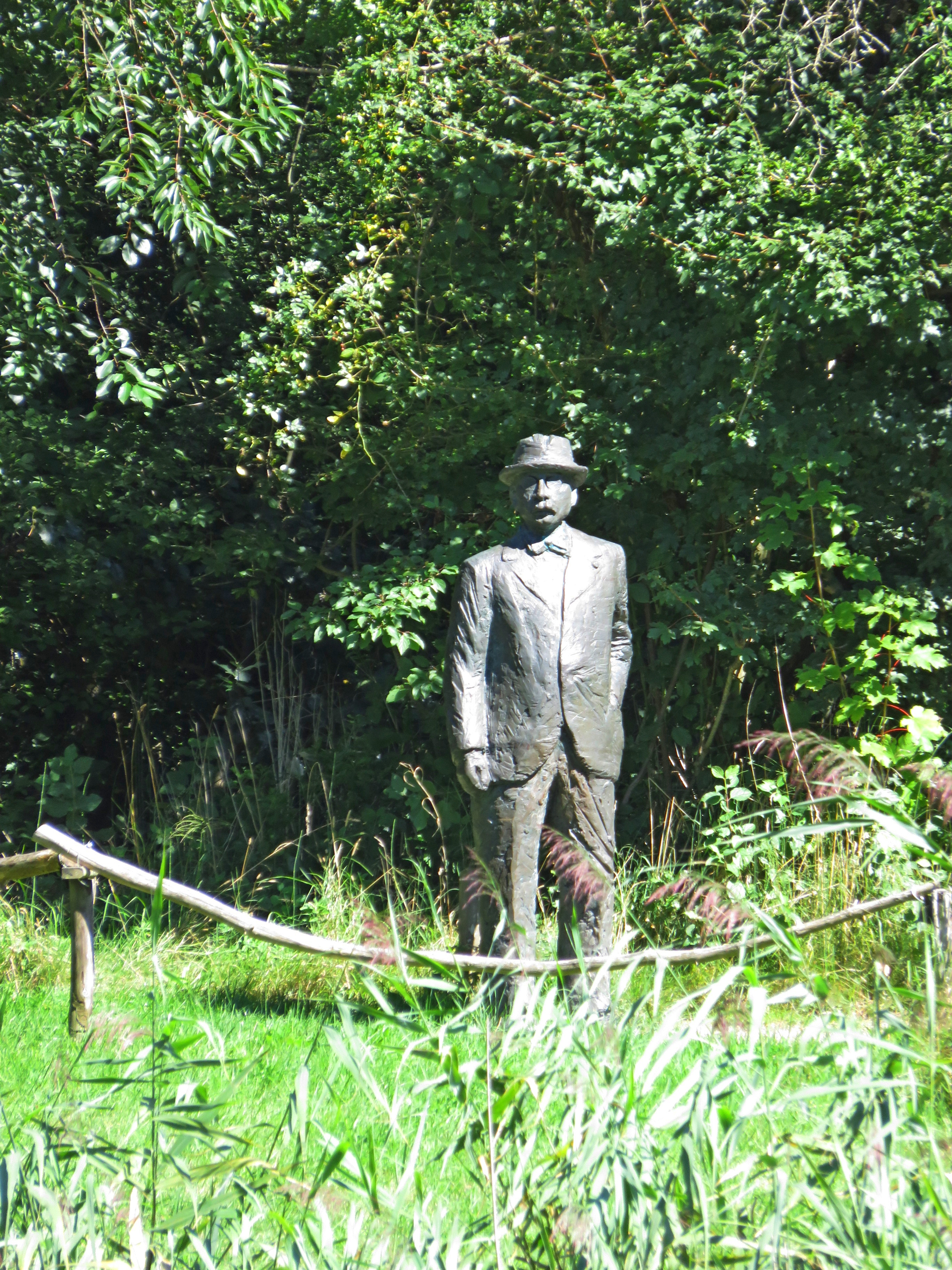
Standbeeld van Thijsse in Thijsse's Hof

In 1925 kreeg Thijsse voor zijn zestigste verjaardag een stuk grond aangeboden in Bloemendaal, voor de aanleg van een 'instructief plantsoen', later  Thijsse's Hof genoemd. Op deze twee hectare grond, de oudste heemtuin in Nederland, groeien plantensoorten die de duinen als biotoop hebben. De Hof werd ontworpen door Leonard Anthony Springer, met wie Thijsse ook al had samengewerkt bij de aanleg van het Parnassiapark te Bergen aan Zee in 1911. Thijsse's Hof werd onder toeziend oog van Thijsse aangelegd door Cees Sipkes. In zijn aan de Bloemendaalse Mollaan gelegen Hof gaf Thijsse geregeld excursies. Thijsse schreef bovendien twee publicaties over zijn heemtuin: Het eerste jaar in Thijsses hof en Het tweede jaar in Thijsses hof (beide in 1942). Nog steeds krijgen schoolklassen uit Bloemendaal en omgeving daar biologieles zoals Thijsse het bedoelde: "door de natuur onvergetelijk te beleven". In Thijsse's Hof staat tevens een levensgroot standbeeld van Thijsse, dat ontworpen is door de Haarlemse beeldhouwster Jolanda Prinsen.

### Thijsse en politiek
Thijsse wordt ook in de 21e eeuw beschouwd als een man die van grote betekenis geweest is voor Nederland. Zijn hoge klassering in het groene alternatief voor de lijst van De grootste Nederlander en zijn nominatie voor deze lijst getuigen daarvan. Politiek is Thijsse niet goed te duiden. Gezien zijn aandacht voor moderne proefondervindelijke pedagogiek en educatie van 'gewone' mensen wordt hij wel gezien als iemand die past in de sociaaldemocratische traditie. Toch was hij eerder apolitiek, in de zin dat hij zich niet expliciet verbond met een bepaalde politieke of ideologische stroming.
De invloed van Thijsse zou wortelen in zijn beminnelijke karakter, waardoor hij het met iedereen kon vinden. Dit is ook het beeld dat opdoemt uit het interview dat bij de herdenking van zijn vijftigste sterfdag door Haarlems Dagblad werd afgenomen van oud-leerlingen van Thijsse en diens schoondochter, A. Thijsse-van Niftrik. Uit de eerste hand getuigden zij allemaal hoe zorgeloos en vriendelijk Thijsse altijd was geweest. Hij gaf nooit onvoldoendes en bij een examen wist hij het altijd zo te regelen dat de kandidaat een goed cijfer op de lijst kreeg.

#### Omgang met NSB'ers
Er is ook kritiek op de vriendelijke houding van Thijsse, onder meer bij de herdenking van zijn vijftigste sterfdag: Thijsse was tegen iederéén aardig, ook tegen NSB'ers. Vlak na de inval van de bezetter moest rector dr. A. de Vletter van het Kennemer Lyceum het veld ruimen. Tijdens een vergadering van het curatorium van de school, waarvan Thijsse deel uitmaakte, schudde Thijsse de nieuwe curator Kuitert, die door de NSB naar voren was geschoven, hartelijk de hand. Dat werd hem door de collega's niet in dank afgenomen. In november 1941 gaf hij wederom blijk van politieke onhandigheid. De nieuwe NSB-burgemeester J.W. Zigeler van Bloemendaal, die in de plaats kwam van de anti-Duitse Co den Tex, hield een receptie. Getuige het gastenboek kwam behalve een handjevol ambtenaren ook Thijsse opdagen. In een pamflet verschenen na de oorlog wond rector De Vletter van het Kennemer Lyceum zich hier danig over op: "Wat had Thijsse daar te zoeken? Helemaal niets!"
De archivaris van het Kennemer Lyceum, J. Römelingh, verklaarde het gedrag van Thijsse in Haarlems Dagblad in 1995 uit diens naïviteit. "Hij was een heel aardige man, dus ook tegenover de bezetter. Niet dat hij fout was, maar hij vatte de toestand gewoon niet zo ernstig op." Dezelfde conclusie trekt Thijsses biograaf Sietzo Dijkhuizen enkele jaren later als hij verhaalt hoe Thijsse een door de bezetter geëiste Ariërverklaring afgaf. Veel natuurliefhebbers letten bij het uitleven van hun passie nu eenmaal niet op politieke situaties, aldus de biograaf: "In zijn houding is Thijsse, de grote natuurkenner, niet uitzonderlijk."
Holthuizen en Wolters wijzen erop dat Thijsse door zijn apolitieke en voorkomende opstelling veel invloed verwierf. Ook in de Tweede Wereldoorlog was hij voorzichtig en probeerde hij botsingen met personen en instellingen te voorkomen in het belang van de zaken waar hij voor streed. Maar hij weigerde uit principe om bij Thijsse's Hof het bordje "verboden voor joden" te plaatsen en hij verzette zich als curator van het Kennemer Lyceum met succes tegen de benoeming van een NSB-rector toen de zittende rector door de bezetter was gearresteerd.

### Erfenis
De naam Thijsse leeft op vele manieren voort. Behalve in zijn boeken en Thijsse's Hof is er de Heimans en Thijsse Stichting die een deel van zijn fysieke erfenis beheert en zijn gedachtegoed koestert.
Daarnaast zijn op veel plaatsen in Nederland straten, plantsoenen, scholen en andere gebouwen naar Thijsse genoemd. Zo is er bijvoorbeeld het Ecoduct Jac. P. Thijsse bij Wolfheze. In Amstelveen, aan de rand van het Amsterdamse Bos, ligt het Jac. P. Thijssepark. Het werd vanaf 1940 onder leiding van Chris Broerse aangelegd en is sinds 2011 een rijksmonument.
In het Maastrichtse natuurgebied Kleine Weerd staat een bescheiden monument ter ere van Thijsse van de kunstenaar Cor van Noorden uit 1967. Het doet tevens dienst als vogelvoedertafel. Het stond aanvankelijk in de tuin van het geboortehuis van Thijsse, maar werd omstreeks 1987 verplaatst naar deze locatie. In de tuin van het Natuurhistorisch Museum Maastricht bevindt zich een bronzen portretbuste van Thijsse. Op Texel staan twee monumenten ter ere van Thijsse. Eén bevindt zich in de vijver aan de Elemert in Den Burg en is ontworpen door Jan Wolkers. Het andere is ontworpen door Taeke Friso de Jong en staat in de duinen van Texel, niet ver van Ecomare.

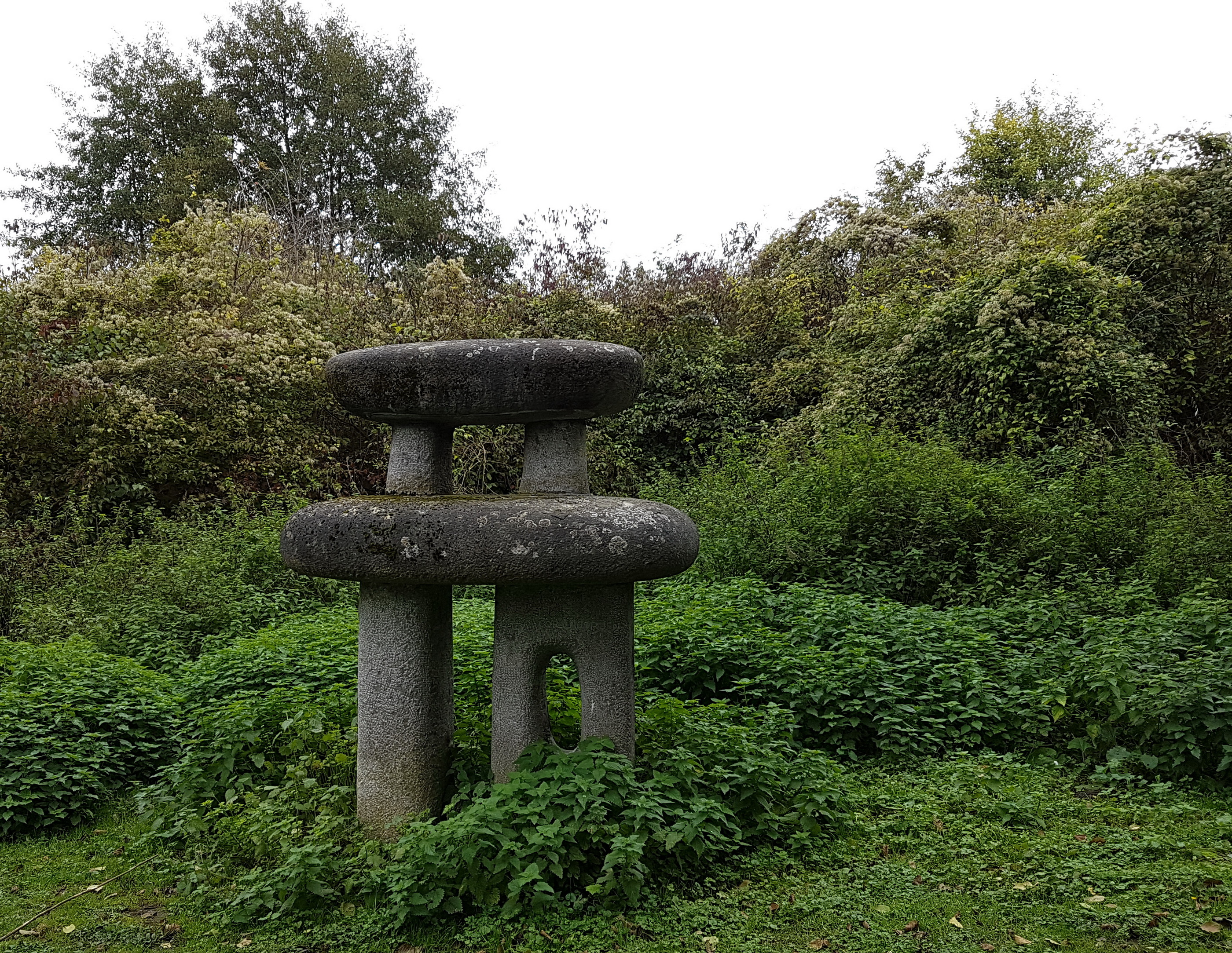
Jac. P. Thijssemonument in Maastricht
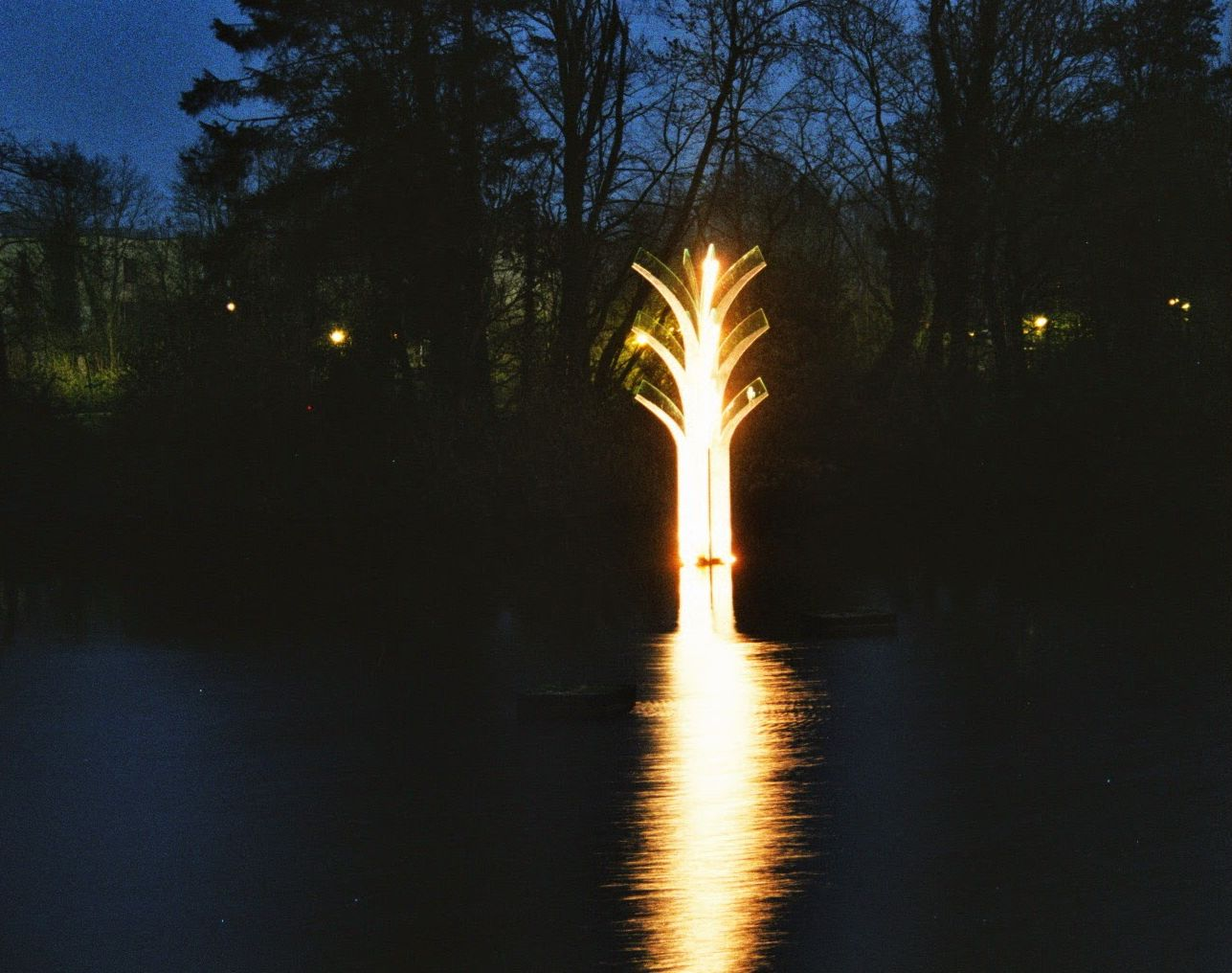
Jac. P. Thijssemonument, Den Burg (Jan Wolkers)
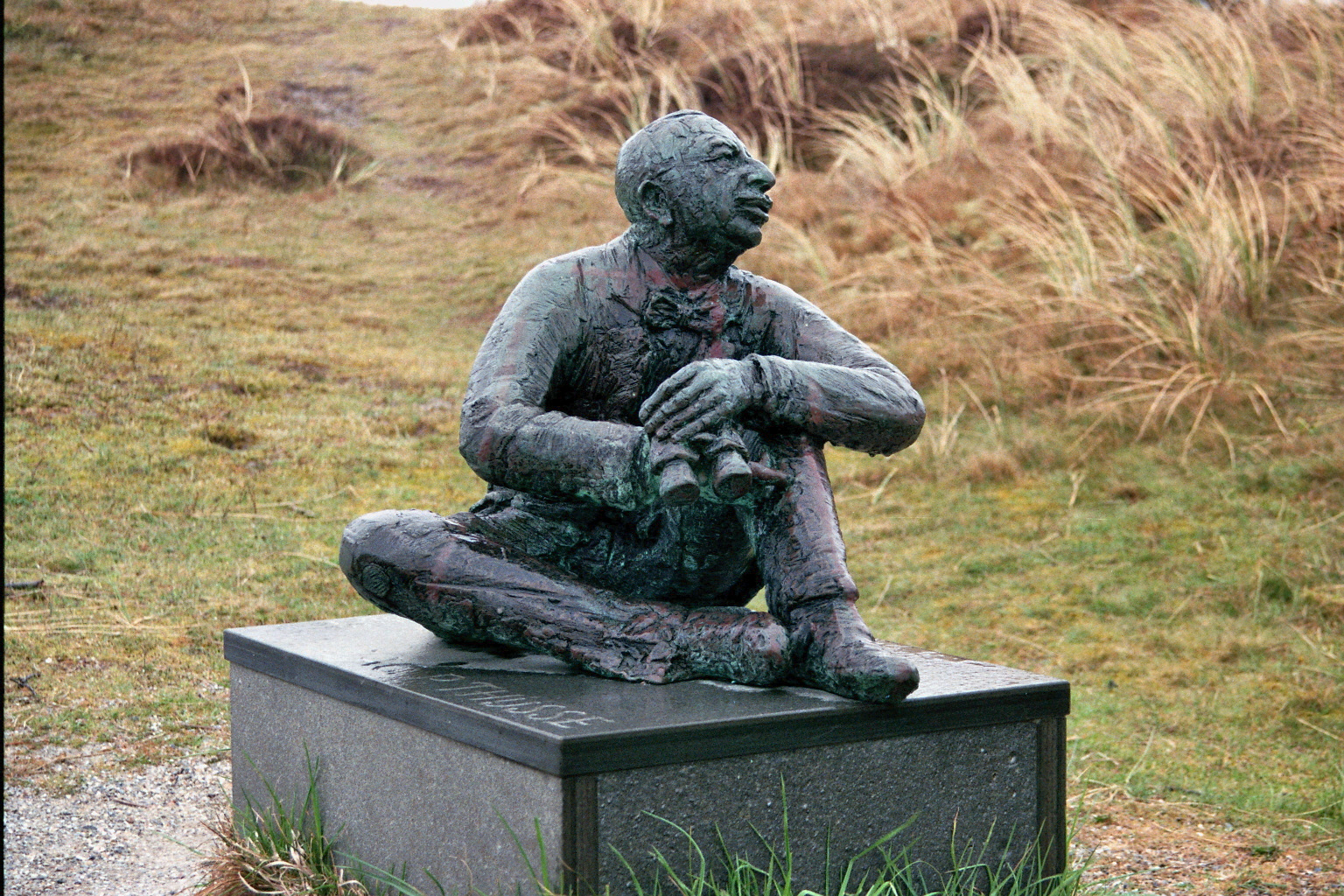
Jac. P. Thijssemonument, Texel (Taeke Friso de Jong)
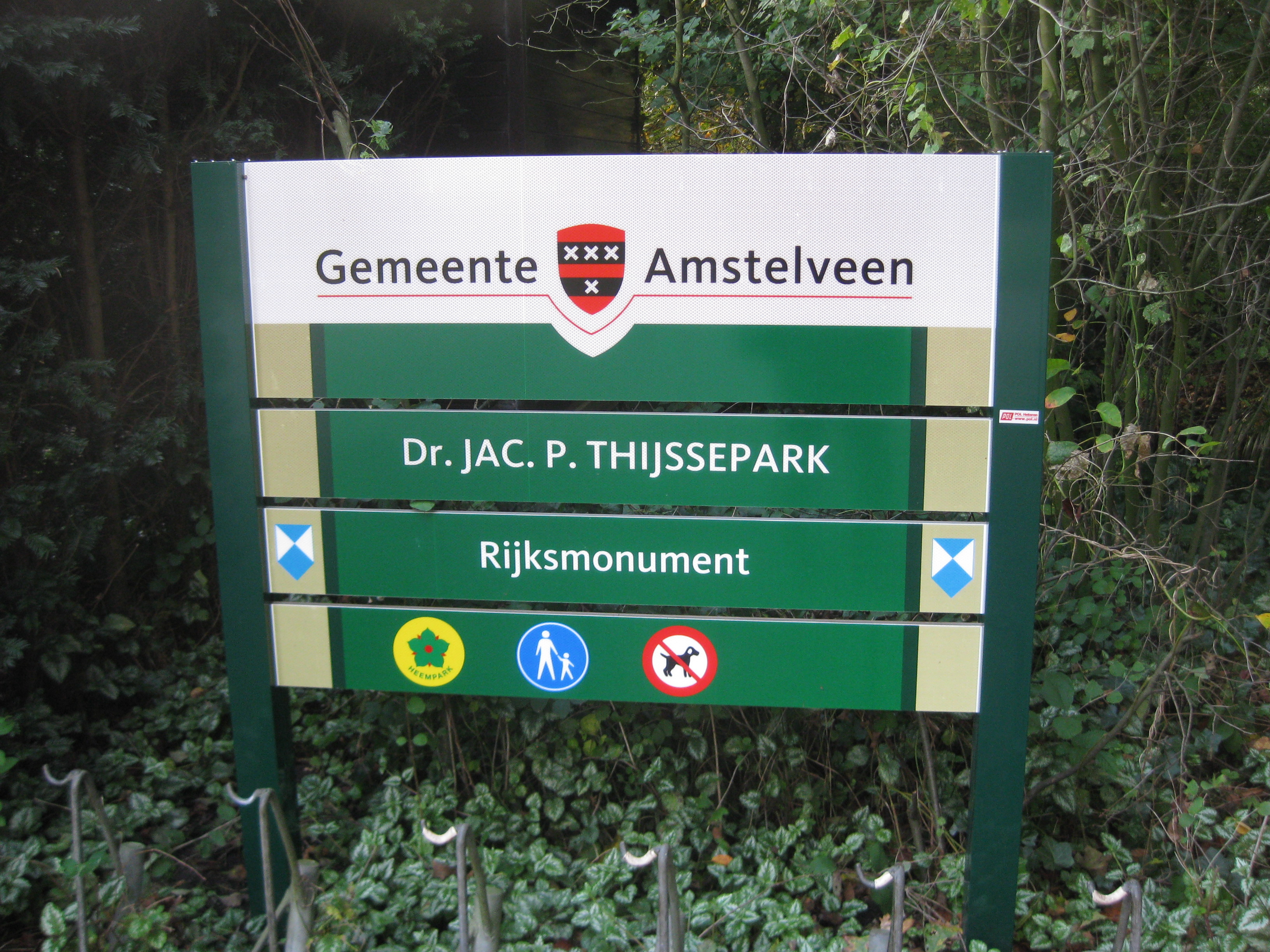
Jac. P. Thijssepark, Amstelveen